# آرکادیفکا
آرکادیفکا (به لاتین: Arkadyevka) یک منطقهٔ مسکونی در روسیه است که در استان آمور واقع شده‌است.